# Vahram Zaryan
Vahram Zaryan (...) è un mimo contemporaneo francese, allievo di Marcel Marceau, danzatore, regista di teatro e coreografo.

## Biografia
Ha studiato teatro, espressione corporea e danza allo Studio D'Arte Drammatica di Abelyan a Vanadzor (Armenia), poi all'Accademia Nazionale d'Arte Drammatica Armena. Si specializza in mimo e comincia a praticarlo al Teatro Nazionale di Pantomima di Erevan, diretto da Zhirayr Dadasyan. Segue I corsi  di danza classica con Yves Casati dell'Opera di Parigi ed i corsi di tecnica Étienne Decroux con Yvan Baciocchi presso l'Atelier di Belleville a Parigi. Vahram Zaryan si perfeziona alla Scuola Internazionale di Mimo di Marcel Marceau ed è uno dei primi allievi diplomati della scuola. Nel frattempo partecipa anche a degli stages e master-class con Ariane Mnouchkine, Carolyn Carlson e Maurice Béjart. Entra a far parte della compagnia di teatro Mille Pattes con la quale lavora a Parigi ed in tutta la Francia. Crea una compagnia di mimo con altri artisti ex-allievi della Scuola Marcel Marceau chiamata Le Théâtre Suspendu (Il Teatro Sospeso) con la quale fa diverse creazioni (Sépia Quartet et Le Linge) prodotte in Francia al Lavoir Moderne Parisien nel 2007 e nella Repubblica Ceca al Divadlo Na Prádle per il Fringe Festival.
Parallelamente a queste creazioni e ad altri progetti,  Vahram Zaryan interpreta il ruolo di mimo bianco durante un galà al Palazzo Garnier di Parigi, rende omaggio al cineasta Sergej Iosifovič Paradžanov in uno spettacolo dal titolo Couleurs de la grenade ed ancora a Charlie Chaplin in uno spettacolo creato espressamente per una sala di cinema. Interpreta inoltre il ruolo di Vespone nell'opera di Giovan Battista Pergolesi La serva padrona al teatro del Tambour Royal a Parigi.

## Vahram Zaryan Compagnia (Vahram Zaryan Company)
Vahram Zaryan crea una compagnia di mimo contemporaneo che prende il suo nome dedicata alla scrittura contemporanea del teatro gestuale. Collabora con un drammaturgo  ed un videasta su una scrittura drammaturgica pluridisciplinare che lega testo, video, universo sonoro alla scrittura gestuale. Attraverso il mimo, la compagnia lavora su temi come l'identità e l'esilio producendo diversi spettacoli in differenti paesi.
Con il drammaturgo F. Bracon concepisce uno spettacolo chiamato Confession (Confessione) prodotto in Europa dell'est e nel festival internazionale di pantomime d'Armenia.  Seguono subito dopo Il y a (c'è) prodotto al teatro della Città internazionale di Parigi, Mater Replik prodotto all'Atelier Le Plateau di Parigi e in tournée in Europa, in America ed in Russia, La Tête en bas, romanzo di Noëlle Châtelet pubblicato nel 2002 ed adattato per uno spettacolo di mimo contemporaneo dalla compagnia  Vahram Zaryan in 2013-14.
Nel 2012 e nel 2013 La Compagnie Vahram Zaryan si è associata al Teatro di Monfort, spazio culturale della città di Parigi. Coordina inoltre differenti progetti e ateliers sovvenzionati dalla DAC e dalla DASCO della città di Parigi.

## Spettacoli
- 2017-2019 : OBLIQUE Contemporary Mime & Music performance  [4]
- 2014-2016 : La Tête en bas by Noëlle Châtelet
- 2012 - 2013 : MATER REPLIK
- 2012 : IL Y A
- 2011 : CONFESSION
- 2011 : La Serva Padrona Giovanni Battista Pergolesi
- 2009 : Couleurs de la grenade (Sergei Parajanov)
- 2008 : Chaplin
- 2007 : Sepia Quartet Théâtre suspendu
- 2006 : Le Linge

## Pubblicazioni / Articoli
- MYSTERY OF ART: Marcel Marceau (originariamente: ՄԱՐՍԵԼ ՄԱՐՍՈՅԻ ԱՐՎԵՍՏԻ ՀՍՏԱԿՈՒԹՅԱՆ ԱՌԵՂԾՎԱԾԸ...) - 2013 Armenia[5]
- Mater Replik (2012 France)[6]